# Las Noticias (Barcelona)
Las Noticias fue un periódico español editado en la ciudad de Barcelona entre 1896 y 1939.

## Historia
Fundado por Rafael Roldós Viñolas, su primer número apareció el 15 de marzo de 1896. Inicialmente la redacción estuvo situada en el n.º 19 de La Rambla, mientras que la imprentaba se encontraba en el n.º 14 de la calle Guardia.
En poco tiempo alcanzará una posición relevante y de hecho durante las dos primeras décadas del siglo XX va a ser un diario de referencia en Barcelona. En su mejor momento llegaría a tener una tirada de 50 000 ejemplares, siendo el segundo diario más leído de Barcelona sólo superado por La Vanguardia. Durante la Dictadura de Primo de Rivera llegó a sufrir alguna suspensión editorial por parte de las autoridades. De línea editorial independiente durante sus primeros años, tras la proclamación de la Segunda República el diario se posicionó a favor de los partidos republicanos de izquierda.
Siguió publicándose durante la Guerra civil. A partir del 21 de julio de 1937 la publicación pasó a servir como órgano oficial del comité de la UGT en Cataluña, y posteriormente acabaría convirtiéndose de hecho en portavoz de la ejecutiva de la UGT. Siguió publicándose hasta comienzos de 1939, cerca del final de la contienda.
Entre los directores, redactores y colaboradores participaron autores como Rafael Guerrero, Juan Barco, Josep Pla, José Pérez de Rozas Masdeu, Rafael Nogueras Oller, Mario Verdaguer, Luis Almerich Sellarés, José Miró Argenter, Santiago Valentí Camp, Alfredo Pallardó, Emilio Tintorer, José Amich Bert o Manuel Brunet.